# 石島 (韓国)
石島（ソクト、朝鮮語: 석도、英語: Seokdo）は、1900年10月（光武4年）10月25日に大韓帝国皇帝高宗より発せられた「勅令第四十一号」、に記載されている鬱島郡（現：鬱陵郡）所管の島。

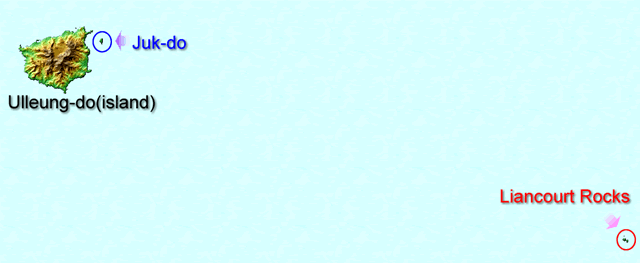
鬱陵島（Ulleung-do）、竹嶼（Juk-do）、竹島（独島、Liancourt Rocks）の位置関係

大韓帝国は、この「勅令第四十一号」で、石島を鬱陵島・竹嶼とともに江原道の鬱島郡に管轄させた。石島は現在の慶尚北道 鬱陵島付近の島と考えられるが、現在のどの島にあたるのか特定できる文献資料はない。大韓民国政府は、この島を独島（現在の日本名竹島）とみなし、竹島が日本の島根県に編入された1905年の官報より先であることを理由に「独島は韓国固有の領土」と主張し、また、学校教育でもそのように教えている。それに対し、日本では、石島は鬱陵島の北東近傍に所在する小島、観音島なのではないかという見方が示されている（詳細後述）。
なお、韓国の慶尚北道は大韓帝国「勅令第四十一号」が出された1900年10月を記念して、10月を「独島の月」に制定している。

## 勅令第四十一号

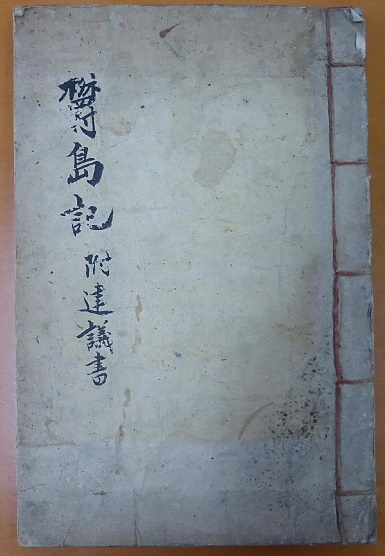
勅令四十一号の基となった『鬱島記』

「石島」は、1900年10月25日の大韓帝国「勅令第四十一号」に登場する島である。この勅令は、李乾夏（議政府議政臨時署理賛政内部大臣）にあてたもので、韓国皇帝高宗太皇帝の御璽の押された正式なものである。
（下記は一部ハングルで書かれている付属語等を日本語に訳している）
この勅令では、鬱島郡の管轄する地域が「鬱陵全島と竹島石島」と規定されているが、経緯度への言及は示されていない。この勅令が発せられる数か月前、大韓帝国政府は日本政府に要求して日韓共同調査団を構成し、鬱陵島の現況を調査した。視察官に任命された禹用鼎は、1900年5月31日から6月5日まで日本の釜山領事館に駐在する赤塚正助副領事、およびフランス人税務士ラポルテと同行して鬱陵島周辺を踏査したが、調査後に禹用鼎が著した『鬱島記』には現在の竹島（韓国名：独島）を訪れた形跡はまったくみられない。また、長い間鬱陵島に付属する島として考えられてきた「于山島」は現地で確認できなかった。禹用鼎はこのなかで、日本人の鬱陵島からの速やかな撤収、船舶の購入、鬱陵島の官制の改編などを上部に提案した。

## 「石島＝独島」説

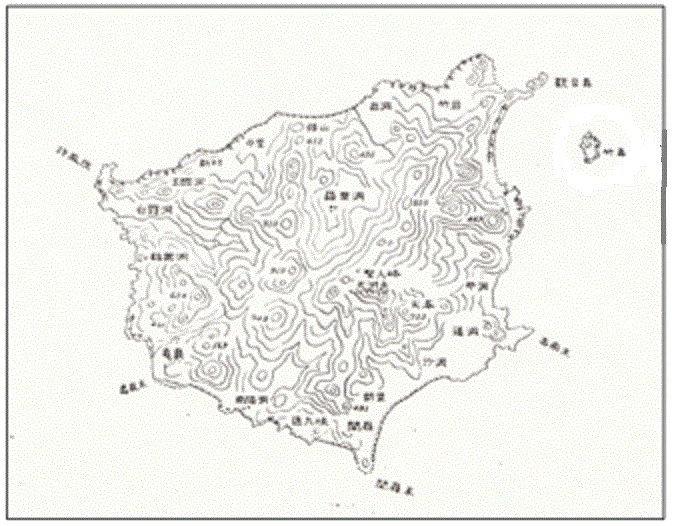
鬱陵島北東端100メートルにあるのが観音島、東海岸より2キロメートル沖にあるのが竹嶼

韓国政府は、勅令中の「竹島石島」のうち「竹島」を竹嶼、「石島」を独島（現在の日本名：竹島）としており、勅令は独島である石島が1900年10月の時点で正式に韓国領になった証拠であると主張している。「竹島」を竹嶼とする点は日本側の見解とほぼ一致しているが、石島に関しては独島（竹島）は鬱陵島より東南東に87キロメートルも離れており、日本ではこの説を疑問視する見解が少なくない。また、島根県は韓国政府の唱える「石島＝独島」説は、竹島の島根県編入を「侵略」とするために、竹島が日本領となった1905年以前に竹島が韓国領であった事実を証明するための「牽強付会の説」であるとの視方を示している。
たとえば、2011年8月12日、韓国の金星煥外交通商部長官は定例会見の場で、「57年前の卞栄泰元外相の公式書簡を直接引用」したものとして、
と述べた。しかし、竹島＝独島が「侵略の最初の犠牲地」であり、日本が「略取」したとするためには、この島が島根県編入以前に韓国領であったことが韓国側の史料で明確に証明されなければならない。
大邱大学校の崔長根は、鬱陵島には于山国の新羅編入の512年以前から朝鮮王朝の空島政策がなされる1403年まで千年の長きにわたって人が住んでいたことは明らかで、彼らが鬱陵島から目視できる距離にある「独島」の存在を認識し、「海を背景にして生活」していた彼らは当然直接石でできた島を視認していたわけであるから、みずからの領域に「石の島」とも呼称できるもうひとつの島（すなわち独島＝竹島）を認識しており、当然、この「石の島」は人の住めない岩礁でできた島であったことを把握しただろうとして、「石の島」の意味で「トクソム」と呼称されていたのを、文献記録のために漢字表記で「石島」とし、全羅道方言からの借音表記で「独島」と命名されたと説いた。
韓国が「石島」を独島＝竹島とする根拠としては、このように、「石島」が「独島」に音韻変化するのは自然であることがまず挙げられる。すなわち、朝鮮語の標準語には、「石」や「岩」を意味する「トル」という固有語があり、韓国の全羅道の南海岸の方言ではこれが「トク」ないし「ドク」となるため、韓国では、全羅道から鬱陵島に移住した人々が竹島（韓国名：独島 トクト）を「トクソム」（石の島）と呼んでいたという。そのため、大韓帝国の勅令ではこの島を「石島」と表記しているが、「独」の音読（トク、ドク）が同音であるため、後に「独島」に改められたとするものである。この、トルソム → ドクソム → 石島 → 独島 という音韻変化は「全て独島の名称として使われていた」と学校教育を通じて生徒にも教えられている。
ただ、池内敏はこのような論証について、鬱陵島の初期移住民たちがどれほど竹島＝独島を知っていたのか、また、彼らによる民間呼称が「ドク（トク）ソム」ないし「ドク（トク）ト」であったことは「どのような手続きを経て明らかにされてきた事実なのだろうか」と疑問を呈している。「民間呼称」すなわち方言や発音から説明する手法については、池内は「客観的な証明としての説得力を全く有しない」と述べている。さらに彼は、韓国側の史料で独島＝竹島の姿が確認できるのは、張漢相と安龍福の2例だけであり、両者にかかわる文献からは「石のような島」という認識は生じようもないこと、また、竹島＝独島の特徴を「石のような島」というところに見出す見解は、実は太平洋戦争後に初めてあらわれた見解であって1900年当時には確認されていないと指摘している。
なお、「石島＝独島」説を支持またはこれに同調する日本の学者には、梶村秀樹、内藤正中、塚本孝、大西俊輝がいる。

### 「石島＝独島」説への疑問点

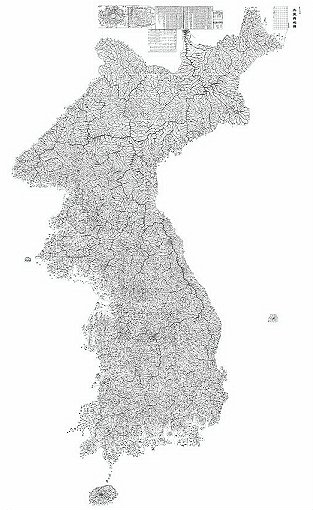
金正浩『大東輿地図』（1861年）全体図

韓国が「石島」を「独島」であるとする理由には、発音に近縁性がみられるということ以外の明確な根拠はなく、「石島」から「独島」に漢字表記が変更されたことを示す文書も発見されていない。さらに、比定地はともかくとして、その前年（1899年）まで「于山島」が鬱陵島付属の島の正式名称として用いられてきたのにそれが突如消えたことも不可解である。
疑問点 その1：
勅令41号によって1900年に鬱陵島が「鬱島郡」に昇格して正式に江原道に所属することに決まったはずであり、江原道出身者は「石」を 'Dol' と発音していた。標準語や鬱陵島に近い江原道方言ならまだしも、なぜ、よりによって黄海に面した全羅道方言 'Dok' の音を採用したのか。 韓国政府の主張によると、全羅道の移民者によって呼ばれたという。
疑問点 その2：
「石」という漢字の朝鮮語音（音読み）自体は「ソク」である。音読みに変えるなら「石島（ソクト）」でよいはずだが、なぜわざわざ文字を変えて「独島」としたのか。朝鮮の全羅道方言でも限定的ながら漢字の訓読みが行われ、「石」と「乙」を組み合わせて朝鮮語固有語の「トル」を表す国字（乭）さえ存在している。他の文字を借りて借音するのは、ある意味を正確に代弁する文字がないか、漢字がわからないときに限ってあらわれる現象であり、漢字文明圏としての長い伝統をもつ韓国が、国字さえあるのに、わざわざその必要もない借音をあえて行う理由がない。
疑問点 その3：
「于山島」の地名は、1908年に大韓帝国の高宗の命により編纂された『増補文献備考』「輿地考」まで確認できる。韓国の主張通り于山島が独島なら、なぜ1900年の大韓帝国の勅令で「于山島」の名称を用いず「石島」名称を用いたのか。「独島」の名が日韓の史料に初めて登場するのは、日本人に雇われた鬱陵島の大韓帝国臣民が「リャンコ島」でアシカ猟に従事するようになった1904年以降のことである。
なお、1899年の『大韓地誌』（詳細後述）附録の地図には「于山」が印刷されているものの、独島ではなく竹嶼（韓国名、竹島）として描かれている。これについては、1900年の禹用鼎・赤塚・ラポルテの踏査にもかかわらず、それまで伝説視されてきた于山島を現地で確認できなかったため、勅令発布に際し「竹島」と命名しなおしたことも考えられる
疑問点 その4：
1905年以前の朝鮮半島には「独島」に関する地図や文献記録がほとんどなく、李氏朝鮮における地図の最高傑作といわれる金正浩の『大東輿地図』（1861年）にも、独島が描かれていない。『大東輿地図』の原本には「于山」はなく、筆写本には描かれているものの、竹嶼として描かれている。
疑問点 その5：

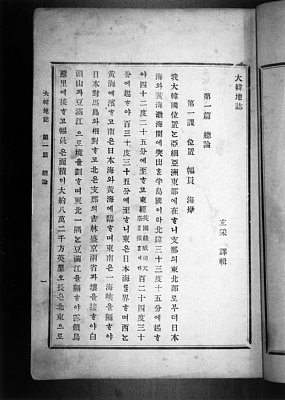
玄采『大韓地誌』（1899年）

勅令発布前年の1899年に、書家としても知られていた玄采の著した官撰の『大韓地誌』では、大韓帝国の領域は北緯33度15分から北緯42度15分、東経124度35分から東経130度35分までと明示されている。朝鮮半島の民族主義者として有名な朴殷植が「太白狂奴」のペンネームで1919年に著した『韓國痛史』でも、韓国の東限を東経130度50分と記している。東経131度52分にある「独島」はこの範囲に含まれていない。
疑問点 その6：
大韓帝国時代の「皇城新聞」1906年5月19日付の記事に、「本郡所属の独島は 外洋百余里（百里は約40キロメートル）の外に在るが、本月四日に、日本官人一行が官舎に来到し、自ら云うには、独島が今、日本の領地になった故、視察のついでに来到し、・・・（中略）（日本官人一行は）戸数人口と土地の生産の多少と人員及び経費幾許、諸般の事務を調査して録去した」との記載がある。これは、鬱島郡の郡守であった沈興沢が、日本人一行の去った翌日の1906年3月29日に彼の直属の上官である江原道観察使に送った報告書をもとにした記事であり、沈興沢が「独島」（竹島）を本郡所属と考えていたことは察せられるが、日本の領地になったこと自体は問題にしておらず、彼も上官も、また当時の韓国政府も日本政府に対し、一切抗議していない。
これについては、1950年代の竹島問題に関する「見解往復」の中で、日本政府は「日本政府見解2」（1954年）として、1906年3月に、鬱陵島を訪問した島根県参事官が郡守と面会し、竹島捕獲のアシカ1頭を贈呈したところ、郡守沈興沢はこれに対し謝辞を述べたことを指摘している。もし、郡守が竹島を鬱陵島の属島で郡守管轄下にある島であると前もって認識していたのならばそのような応接をするはずがないというのが1954年当時の日本政府の主張であった。また、山崎佳子は、1905年の竹島編入の島根県告示は、当時の日本国内の新聞や学会誌でもしばしば報じられ、ことに同年5月の日本海海戦での勝敗の帰趨が決定的になったのが竹島近海であったことから、竹島の位置や名称は地図入りで新聞・雑誌・官報などを通じて日本全土で報じられ、300人はいたであろうとされる韓国からの留学生・公使館員の目にもふれたはずであるが、日本の竹島編入に疑義をはさんだ韓国人がいたことは当時の文献からは確認されない、と述べた。
これに対し、朴炳渉は、宋炳基が発掘した資料によれば、参政大臣は5月10付「指令3号」において「独島の領地説はまったく無根なので、独島の状況と日本人らの行動をさらに調査して報告するよう」命令したという。しかし、山崎佳子は、沈興沢報告によって竹島編入の事実を知らされた大韓帝国政府が調査を命じたことは確認されるものの、その後、韓国政府は韓国統監府に対し抗議はおろか照会さえした形跡がないとしている。また、李栄薫は、ここで大韓帝国が独島の日本編入に際して日本に何ら異議を唱えなかったことが国家間領土紛争の「決定的時点 （critical point）」だったとしている。なお、朴炳渉は、ある地域が「固有領土」か否かを「昔からの領土」かどうかという一般的用法を排し、「国家による領有意思」の有無と定義し、この「沈興沢報告書」と「指令3号」をもって大韓帝国による独島領有の意思表示とみなし、それゆえ、独島＝竹島は日本「固有の領土」ではありえず、「韓国固有の領土」であるとの論を展開している。
疑問点 その7：

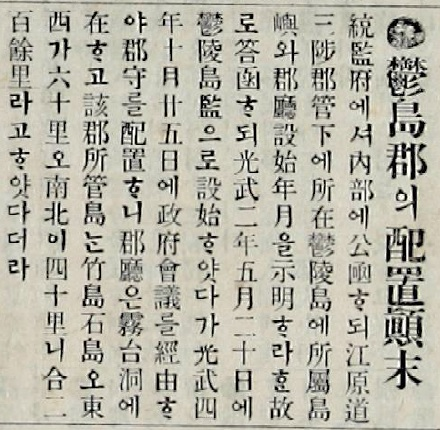
1906年7月13日付「皇城新聞」"鬱陵島の配置顛末"

「皇城新聞」の1906年7月13日付の記事には、「鬱陵島の配置顛末」（韓国語）という題で、「郡所管の島は鬱陵島と竹島（竹嶼）と石島。東西六十里、南北四十里」と記載されており、「石島」が鬱陵を含む東西六十里（約24キロメートル）、南北四十里（約16キロメートル）、あわせて二百里の範囲の中にあると説明されている。鬱陵島本島が東西約10キロメートル、南北約9.5キロメートルであることを考慮すると、竹島・石島ともに鬱陵島にきわめて近接した位置関係としか考えられないのに対し、実際の「独島」は鬱陵島から90キロメートル近くも離れており、「石島」を竹島（独島）と考えるのは無理がある。
これは、韓国統監府通信管理局長の池田十三郎から韓国政府に対してなされた、郡庁設置年月と鬱島郡に所属する島嶼（鬱島郡の範囲）の問い合わせに公式に答えたものであり、問題となった独島（竹島）は鬱島郡の管轄範囲にないことを韓国政府みずからが認めたものである。これについて、山崎佳子は、韓国政府は沈興沢による「本郡所属」の島であるという1906年の報告を受けたものの、中央政府がそれを錯誤だったと気づいて、日本側に対し抗議を行わなかったと考えるのが自然であると述べている。というのも、鬱陵島を鬱島郡へ昇格させた1900年の勅令第41号の建議書のなかで、議政府内部大臣李乾夏が「該島地方は縦が八十里ほど、横は五十里」、すなわち32キロメートル×20キロメートルというように竹島=独島を含まない範囲を前もって規定しているからである。
7月13日「皇城新聞」には「独島」の表記はみられないが、上記の5月19日「皇城新聞」では郡守が「独島」の名称を使用しており、もし「独島」が「石島」であるとするなら、その管理を命じられた郡守が勅令に用いられた「石島」の語を使わず、あえて「独島」という別の語を使っているのは矛盾しており、勅令無視にあたる。短期間で異なる名称を用いている以上、それは別の島と考えるのが自然である。仮に「皇城新聞」1906年5月と7月の記事が現代の韓国政府などの主張する「石島＝独島」の通りならば、1900年の「石島」が6年後には「独島」となり、その2か月後に再び「石島」にもどったことになるわけである。
このことについて、崔長根は、勅令第41号によって、竹島＝独島は鬱島郡の行政名称では「独島」、中央政府の官撰の名称では「石島」であることが「固着した」ものであると説明している。

## 「石島＝観音島」説

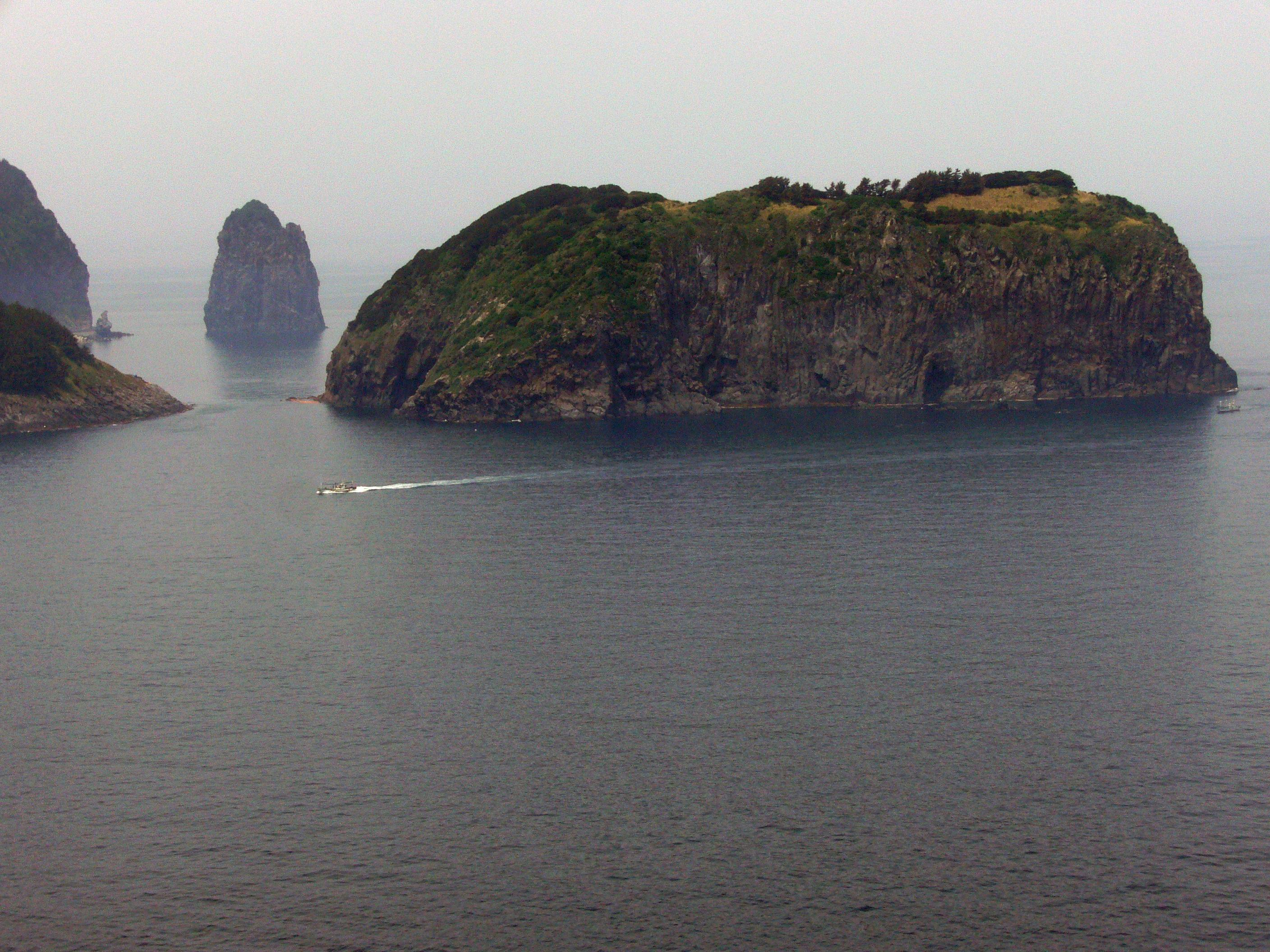
竹嶼から見る観音島（右）。左端は鬱陵島。奥にみえるのが三仙岩。
----
2018年撮影。観音島はかつては有人島であった。

上述した疑問点を踏まえると、勅令の「石島」と「独島」は別の島と考えるのが自然であり、少なくとも日本においては「石島＝独島」説が立証されたとはいえない状況にある。勅令にある「竹島」が、鬱陵島の北東約2.2キロメートルにある竹嶼（韓国名：竹島）であることは日韓で概ね一致しているが、鬱陵島の東南東約87キロメートルも離れた「独島」を「石島」として同じ郡の管轄下に置いたとは考えにくい。また、勅令が出された1900年までに韓国で作製された地図に「独島」と比定できる島は全く記載されていない。

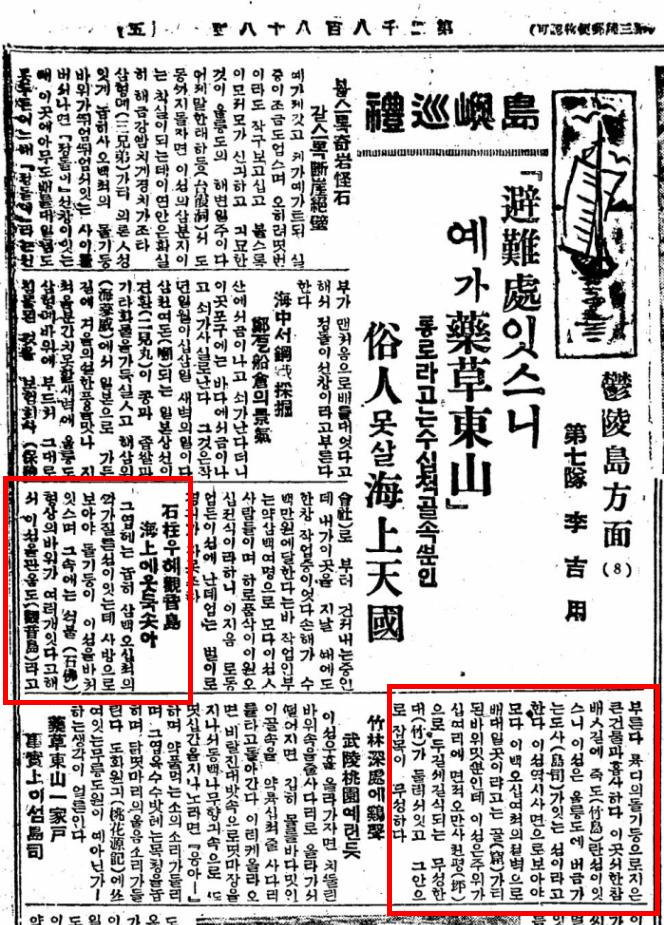
「石柱の上に観音島、海上にそびえ立つ」と報じた1928年9月8日付『東亞日報』
----
李吉用記者は「四方から見れば石柱がこの島を支えており、そのなかには石仏形状の岩がいくつもあることから、この島を"観音島"と呼ぶ」と伝えている。

葛生修亮が1901年（明治34年）に書いた『韓海通漁指針』には、当時の朝鮮人は「独島」（日本名：竹島）を「ヤンコ」（西洋名「リアンクール岩礁」に由来）と呼んでいたという記述があり、「石島」とは呼ばれていない。これと同様の記事は、大韓帝国の1901年4月1日付『帝国新聞』にもあり、それには「鬱陵島東南三十海中にヤンコという島を日本で得たがその島は天下地図に載っておらずに所産は魚物だが（中略）漁夫たちを沢山傷つけるという」と記載されている。韓国人漁夫も、この日本が獲得したという「天下地図」に載っていない島を「ドクト（ソム）」ないし「ドルト（ソム）」ではなく「ヤンコ」と呼称していたことがうかがわれる。
「石島」という名称は、過去に鬱陵島周辺で使われたことはないが、勅令でいう鬱島郡の管轄する地域が「鬱陵全島と竹島石島」とされていることから、この「竹島」が鬱陵島の付属島の中で一番大きい竹嶼（韓国名：竹島）、「石島」がその隣島で二番目に大きい「観音島」（「鼠項島」「島項」）ではないかという推論が示されている。また、鬱陵島近傍の島々のうち人間が居住できる環境の島はこの「竹嶼と観音島」しかなく、勅令中の「竹島石島」は両島を大きい順に並記したとみるのが最も自然な読釈とも考えられる。日本人学者では島根大学の舩杉力修や拓殖大学の下條正男など、韓国人学者では落星台経済研究所の李栄薫が「石島＝観音島」説に立っており、島根県竹島研究所でもこの見解に立っている。
韓国政府は「独島」は岩石でできているので、勅令の「石島」に相応しいとしているが、観音島もまた上部の表土以外は岩石でできている。明治期に外務省通商局が各地の領事からの報告をまとめて刊行した「通商彙纂」の1902年度版には、鬱陵島警察官駐在所の西村圭象警部が、釜山領事館の幣原喜重郎領事にあてた報告が収載されており、ここで竹嶼は「テツセミ島ハ臥達里ノ前洋ニ在リ、本邦人之ヲ竹島と俗称ス、周回三拾丁余、「タブ」女竹繁スト雖トモ飲料水ナキヲ以テ移住スルモノナシト云フ」、現在の観音島周辺は「亭石浦ノ海上ニ双燭石及び島牧ノ島峡アリ、周回二十丁、本邦人之ヲ観音島ト称シ、其岬ヲ観音岬ト云ヒ、其間ヲ観音ノ瀬戸ト呼ヘリ、又双燭石ハ三岩高ク樹立スルニヨリ三本ノ名アリ」と紹介されており、「石島」が三本立ち岩（一仙岩、二仙岩、三仙岩）や現在も観音島と称されている島を含めた総称とすれば「通商彙纂」のいう地勢にも合致している。1928年、『東亞日報』紙で「島嶼巡礼」という記事を担当した李吉用は、「四方から見れば石柱がこの島を支えており、そのなかには石仏形状の岩がいくつもあることから、この島を"観音島"と呼ぶ」と書いている。

### 「石島＝観音島」説をめぐって
「鼠項島（観音島）＝石島」説については朴炳渉からの猛烈な反駁がある。1900年までの韓国の地図には現在の観音島（およびその付近）に「島項」や「鼠項島」などの表記があてるものがあり、ゆえに「観音島＝石島」説は成り立たないというものであり、朴炳渉自身は「石島＝独島」説に立っている。そして、石島の韓国語の音読「ソクトウ」と『韓国水産誌』付図に描かれた鼠項島の日本語の音読「ソコウトウ」が類似するという理由で石島を観音島に比定した下條正男の説を全否定している。朴炳渉によれば、鼠項島は「ソモクソム」と呼ばれていたのであり、下条のこの主張はきわめて根拠に乏しいものということになる。

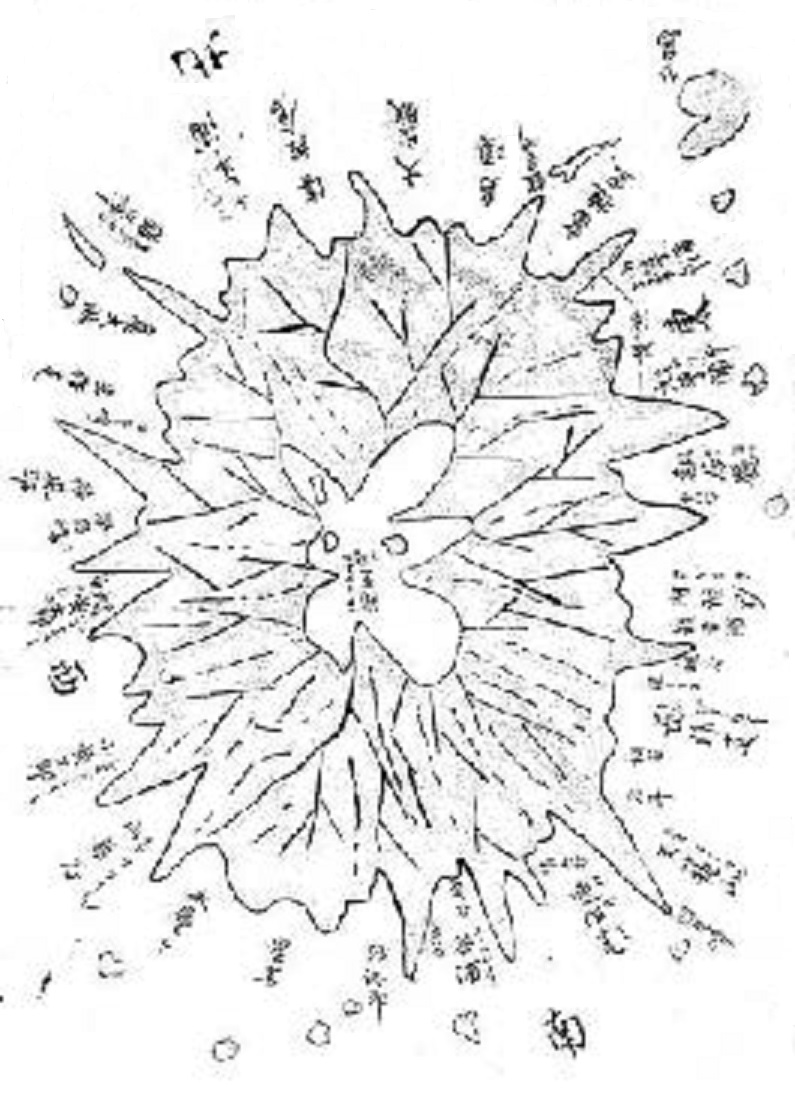
檜垣直枝『復命書』所収「地図」（1883年）
----
鬱陵島本島と右上（東）に「竹島」（竹嶼）と上（北東）に「島項」（観音島）が描かれる。

しかし一方、欝陵島に2つの属島が存在するという認識は、ほかならぬ朝鮮・大韓帝国によって示されたものでもある。1882年の李奎遠の『欝陵島外図』において、李奎遠が鬱陵島の属島とみなしているのは、北澤正誠が1881年に著述した『竹島考証』で竹島とした欝陵島の東約2キロメートルの竹嶼と、欝陵島の北東、観音崎から数十メートルにある「島項（Somok）」、すなわち観音島の2島にほかならない。李奎遠が欝陵島の属島とした竹島と島項は、1883年に欝陵島に赴いた内務省書記官檜垣直枝の地図や1900年の赤塚正助の「挿図」にも踏襲され、なおかつ、1910年に大韓帝国政府が刊行した『韓国水産誌』においても竹嶼と「鼠項島（Somoku Somu）」（観音島）を鬱陵島付属の2島としている。
つまり、1900年の大韓帝国勅令第41号を前後して（1882年と1910年）、大韓帝国は欝陵島の属島をいずれも竹島と観音島の2島とみなしており、勅令第41号に限って独島（竹島）を鬱陵島の付属島のごとく扱い、それを「石島」と表記するのはきわめて不自然なことなのである。上記「皇城新聞」でも、「独島」の位置を「外洋百余里」と記している。
島根県竹島研究所は、鼠項島（ソモクソム）を伝統的な漢文の発音表記法である反切で読むと、鼠 "S（o）" の最初の母音 o と、項 "（m）oku" の最初の子音 m が除かれ、それによって「鼠項」の「"S（o）（m）oku"」は「"Soku"=石」となって「石島」と読めることを指摘している。李奎遠がこれをなぜ「島項」と命名したかについては、彼が『欝陵島検察日記』の中で、島項を「形、臥牛のごとし」「稚竹叢あり」と表現したことから察すると、鼠項島（ソモクソム）は韓国語としては「（動物の）喉や首（項＝うなじ）の島」と解読可能で、島の頂上に稚竹が生えていることから、あるいは臥せている牛の首などに見立てて「島項（Somoku）」と名付けたのではないかとしている。その島項が勅令第41号で「石島」に変化するのは、鼠項島と表記して「ソモクソム」と訓読する表記と、それを音読で表記した「石島」という表記が併存し、勅令においては音読が採用されたと考えるのが妥当というのが島根県竹島研究所の結論である。

### 「石島」が描かれた地図
韓国落星台経済研究所の李栄薫は、「勅令第41号」以降に「石島」が描かれている地図として、1911年に米国カリフォルニア州に住んでいる朝鮮人が発行した李承晩『独立精神』の附図に「石島」が描かれていることを指摘している。この地図は、1899年の『大韓全図』を下敷きにしてつくられた地図と考えられるが、「アメリカの同胞たちの祖国朝鮮に対する懐かしさが込められた地図」であり、地名表記がすべてハングルであることが大きな特徴である。この地図には、独島（竹島）が描かれておらず、"トルド"（돌도＝石島）が鬱陵本島の南側（本来は北東側か）に隣接するごく小さな島として描かれており、当時の朝鮮民族が「石島」が竹島（独島）とは考えていなかったことの歴然たる証拠であると李栄薫は解説している。

## 独島の月
2005年6月、韓国の慶尚北道は大韓帝国「勅令第四十一号」が出された1900年10月にちなみ、10月を「独島の月」とする条例を成立させ、竹島（「独島」）の領有権確立をPRする月間としている。これは同年3月に日本の島根県が、竹島編入の1905年2月22日を記念して、2月22日を「竹島の日」に制定したことに対抗しての措置であった。
また、民間団体である「独島守備隊」は、10月25日を「独島の日」としており、これを国家記念日として昇格させるべく、1000万人署名運動を展開している。